# Bernardo Sans
Bernardo Sans Perelló (Muro, Islas Baleares, España, 30 de enero de 1940) es un exfutbolista español que se desempeñaba como defensa.
Es el cuarto jugador con más partidos  oficiales disputados en la historia del  Real Club Deportivo Mallorca (noviembre 2022).

## Clubes
| Club              | País   | Año       |
| ----------------- | ------ | --------- |
| R. C. D. Mallorca | España | 1960-1975 |